# Philipp Semlic
Philipp Semlic (* 21. April 1983 in Vorau) ist ein ehemaliger österreichischer Fußballspieler und jetziger -trainer.

## Karriere

### Als Spieler
Semlic begann seine Karriere beim SVH Waldbach, bei dem er auch in der Kampfmannschaft spielte. Zur Saison 2006/07 wechselte er zum USC Sonnhofen. Nach vier Saisonen bei Sonnhofen beendete er seine Karriere 2010 im Alter von 27 Jahren.

### Als Trainer
Semlic fungierte ab Jänner 2010 als Jugendtrainer beim TSV Hartberg. Ab Oktober 2012 war er zudem Co-Trainer bei den Profis. Nach der Saison 2012/13 verließ er Hartberg. Semlic trainierte im September 2013 kurzzeitig die Frauenmannschaft des SK Sturm Graz interimistisch. Nach etwas über einer Woche als Trainer wurde er von Markus Hiden abgelöst und blieb den Grazer Damen als Individualtrainer erhalten. Ab Jänner 2014 unterstützte er Roland Spreitzer beim USC Sonnhofen.
Im Jänner 2015 wurde er Trainer der fünftklassigen Amateure des TSV Hartberg. Zur Saison 2016/17 wurde er gemeinsam mit Uwe Hölzl Cheftrainer der drittklassigen ersten Mannschaft von Hartberg. Unter Semlic und Hölzl wurden die Hartberger in jener Saison Meister der Regionalliga Mitte und stiegen in die 2. Liga auf. Nach dem Aufstieg verließ Semlic die Hartberger und wurde Trainer in der Akademie des SK Sturm Graz.
Im Jänner 2020 wurde er Trainer des Zweitligisten SV Lafnitz. Lafnitz beendete diese Saison an der 8. Position. In der Wintersaison 2020 führte Semlic, als jüngster Trainer der Liga, den SV Lafnitz zum Herbstmeistertitel in der österreichischen zweiten Liga. In der Saison 2021/22 führte Semlic Lafnitz auf Platz vier in der 2. Bundesliga und somit zur besten Platzierung der Vereinsgeschichte. Nach dreieinhalb Jahren verließ er den Klub nach der Saison 2022/23.
Im Herbst 2023 hat Semlic die UEFA Pro Licence beim Österreichischen Fußball-Bund erworben, die höchste Lizenz für Berufstrainer.
In der Winterpause 2023/24 übernahm er dann den Ligakonkurrenten SKN St. Pölten. Nach elf Partien im Amt, aus denen der SKN aber nur drei gewinnen konnte, trat Semlic im Mai 2024 von seinem Amt zurück.
Zur Saison 2024/25 übernahm Semlic als Nachfolger von Thomas Silberberger den Bundesligisten WSG Tirol.

## Privates
Semlic ist verheiratet und Vater einer Tochter (geboren 2021). Im Rahmen seines Studiums hat er die Ausbildung als Skilehrer absolviert.